# Félix Reynaud
Félix Reynaud est un historien et bibliothécaire français né à Marseille le 4 juillet 1920 et mort  le 18 avril 2002 à Marseille.

## Biographie
Félix Reynaud naît à Marseille le 4 juillet 1920, d’une famille d’origines languedociennes et alpines qui a fait fortune au XIXe siècle dans le commerce et l’armement maritime. Petit-fils d'archiviste paléographe, il est le fils de l'archiviste Jean Reynaud (1889-1961) et de Lucie Claire Alexandrine Roux. Après une formation chez les Jésuites, il entre en novembre 1940 à l’École des chartes, à l'instar de son grand-père appelé aussi Félix (auteur de La grande peste à Arles (1579-1581),1880), dans la même promotion que son collègue, marseillais comme lui, Édouard Baratier. Sa thèse soutenue en 1945, porte sur la commanderie de Manosque des chevaliers de Saint-Jean de Jérusalem.
En 1946, il obtient un poste à la Chambre de commerce de Marseille et devient en 1949 conservateur de la bibliothèque puis en 1955 de la bibliothèque et du musée  de la Chambre de commerce. Il devient également conservateur du musée de la marine. Ses travaux, souvent réalisés en collaboration avec son ami Édouard Baratier, illustrent principalement l’histoire de Marseille. Il est reçu à l’Académie de Marseille en 1971 où il succède à l’historien Fernand Benoit.
Il est inhumé à Marseille le 20 avril 2002.

## Principales publications
- 1951 - Histoire du commerce de Marseille (participation)

- Prix Gobert 1953 de l’Académie des inscriptions et belles-lettres (avec Édouard Baratier)
- 1969 – Histoire de la Provence (participation)
- 1973 – Histoire de Marseille (participation)
- 1996 – Ex-voto  marins
- 1997 – La vie quotidienne
- 2000 – La vie publique
- 1988 – Les Marseillais dans l’histoire
- 2001 – Dictionnaire des Marseillais